# Paličkovec
Paličkovec (Corynephorus) je rod trav, tedy z čeledi lipnicovitých (Poaceae). Jedná se o jednoleté nebo vytrvalé byliny. Jsou trsnaté. Stébla dorůstají výšek zpravidla 10–60 cm. Čepele listů jsou často štětinovité (0,3–0,8 mm široké), na vnější straně listu se při bázi čepele nachází jazýček, 2–4 mm dlouhý. Květy jsou v kláscích, které tvoří latu, která je rozložitá nebo stažená. Klásky jsou zboku smáčklé, vícekvěté (zpravidla 2 květy). Na bázi klásku jsou 2 plevy, které jsou přibližně stejné, bez osin. Pluchy jsou na vrcholu krátce dvoulaločné, osinaté, osiny kolénkaté, kolénko chlupaté, osina na vrcholu kyjovitě rozšířená a tvořící útvar připomínající paličku. Plušky lysé, jednožilné. Plodem je obilka, která je okoralá. Celkově je známo asi 5 druhů, které lze nalézt v Evropě, včetně Středomoří, místy i adventivní. Často se jedná o druhy písčin či mořského pobřeží.

## Druhy rostoucí v Česku
V České republice roste pouze jediný druh z rodu paličkovec (Corynephorus), paličkovec šedavý (Corynephorus canescens). Je to typický druh písčin. V oblastech s výskytem vhodných stanovišť roztroušeně až hojně, jinde chybí.